# Jemma Firsova
Pour les articles homonymes, voir Firsova.
Jemma Firsova, née à Samarcande (URSS, maintenant en Ouzbékistan) le 27 décembre 1935 et morte  à Moscou le 8 mai 2012, est une actrice et réalisatrice russe et soviétique.

## Biographie
Fille d'un ingénieurs militaire Jemma Firsova naît à Samarcande. Lors de la Seconde Guerre mondiale son père l’emmène dans ses déplacements sur les différents secteurs du front.
Elle fait ses études à la faculté des réalisateurs de l'Institut national de la cinématographie, dans la classe d'Alexandre Dovjenko, Sergueï Guerassimov et Mikhaïl Romm. Elle travaille ensuite comme documentariste privilégiant le genre militaire.
En 1966, dans le cadre d'une œuvre collective, avec Inna Toumanian et Inessa Selezniova elle réalise un épisode de la trilogie Voyage (Puteshestviye) - À mi-chemin de la Lune, d'après le scénario de Vassili Aksionov.

## Filmographie partielle

### Comme actrice
- 1960 : Souvenir russe (Русский сувенир) de Grigori Alexandrov
- 1961 : Les Voiles écarlates (Алые паруса) d'Alexandre Ptouchko
- 1965 : Une source pour les assoiffés (Родник для жаждущих) de Youri Illienko
- 1967 : Guerre et Paix (Война и мир) de Sergueï Bondartchouk
- 1968 : La Nuit de la Saint-Jean (Вечер накануне Ивана Купала) de Youri Illienko
- 1971 : L'Oiseau blanc marqué de noir (Белая птица с черной отметиной) de Youri Illienko
- 1972 : Le Doux Mot de liberté (Это сладкое слово - свобода!) de Vytautas Zalakeviсius
- 1974 : Le Chemin des tourments (Хождение по мукам) de Vassili Ordynski : Nina Tcharodeieva (série TV)
- 1979 : Pani Maria (Пани Мария) de Natalia Trochtchenko

### Comme scénariste et réalisatrice
- 1966 : À mi-chemin de la Lune (На полпути к Луне, Na polputi k Lune)
- 2009 : Vladislav Mikosha : celui qui arrêta le temps (Владислав Микоша : остановивший время) d'elle même et d'Evgueni Tsymbal (documentaire)

## Distinctions et récompenses
- 1969 : Goldene Taube au Festival international du film documentaire et du film d'animation de Leipzig pour Le Train pour la Révolution (Поезд в Революцию) (1969)
- 1973 : Prix d'État de l'URSS pour L'Hiver et le printemps 1945 (Зима и весна сорок пятого) (1972)
- 1975 : Médaille d'argent Alexandre Dovjenko pour Mémoire à jamais (Память навсегда), film documentaire relatant la bataille du Caucase
- 1980 : Prix Lénine pour l'épisode Bataille du Caucase (The Battle of Caucasus) de la série documentaire russo-américaine The Unknown War (en) (1978)
- 1984 : prix du Festival panrusse du cinéma pour le film Avertissement du danger (Предупреждение об опасности) (1983)
- 1984 : Prix FIPRESCI du Festival international du film de Karlovy Vary pour le film Preduprezhdenie ob opasnosti (Предупреждение об опасности) (1983)
- 1985 : Prix FIPRESCI du Festival international du film de Karlovy Vary pour le film Pokushenie na budushchee (Покушение на будущее) (1985)